# Heinrich Klein (Politiker)
Heinrich Klein (* 13. Dezember 1932 in Hergershausen; † 18. Dezember 1989 in Groß-Umstadt) war ein deutscher Politiker (SPD).

## Leben und Beruf
Nach der Mittleren Reife am Gymnasium absolvierte Klein ab 1951 eine Ausbildung bei der Deutschen Bundespost und arbeitete dort anschließend als Verwaltungsangestellter. Er bildete sich 1957/58 an der Akademie der Arbeit fort und war von 1958 bis 1962 als Redakteur einer politischen Monatszeitschrift sowie als Leiter der Pressestelle der SPD Hessen-Süd tätig. Von 1963 bis 1970 arbeitete er als Redakteur beim Institut für angewandte Sozialwissenschaft in Bonn.
Heinrich Klein war evangelisch, verheiratet und hatte zwei Kinder.

## Partei
Heinrich Klein war seit 1950 Mitglied der SPD und langjähriger Vorsitzender des SPD-Ortsvereins von Groß-Umstadt, wo er auch lebte.

## Abgeordneter
Klein war von 1960 bis 1970 Kreistagsmitglied des Kreises Dieburg und wurde dort 1964 zum Vorsitzenden der SPD-Fraktion gewählt. Er war von 1977 bis 1985 Kreistagsmitglied des Kreises Darmstadt-Dieburg und gehörte von 1970 bis zu seiner Mandatsniederlegung am 21. Dezember 1970 dem Hessischen Landtag an. Dies erfolgte, da der damalige Landrat des Kreises Dieburg Pfeiffer tödlich verunglückt war und Klein dessen Nachfolge als Landrat von 1970 bis 1976 antrat.
Bei der Bundestagswahl 1976 wurde Heinrich Klein als Direktkandidat in den Deutschen Bundestag gewählt, dem er bis zu seinem Tode angehörte. Hier war er seit 1982 Vorsitzender des Sportausschusses. Im Parlament vertrat er von 1976 bis 1983 den Bundestagswahlkreis Odenwald. Von 1983 bis 1989 war er über die Landesliste der SPD Hessen in den Bundestag eingezogen.

## Öffentliche Ämter
Klein amtierte von 1970 bis 1976 als Landrat des Kreises Dieburg. In seiner Amtszeit initiierte er ein großes Schulbauprogramm, das hessenweit für Aufsehen sorgte.
1984 war er Mitglied der 8. und 1989 der 9. Bundesversammlung.

## Ehrungen
Die Stadt Groß-Umstadt ehrte ihn mit der Namensgebung der modernen Stadt-Sporthalle als Heinrich-Klein-Halle nahe dem Darmstädter Schloss, die bis zu 1200 Zuschauern Platz gibt und Heimat des ehemaligen Bundesliga Handballvereins MSG Groß-Umstadt ist. In seinem Heimatdorf ist im neuen Hergershäuser Quartier „In der alten Mühle“ der kleine Platz vor dem  Bürgerhaus nach ihm benannt.